# شارلوت فيغا
شارلوت فيغا (بالإسبانية: Charlotte Vega) هي ممثلة إسبانية، ولدت في 10 فبراير 1994 بمدريد في إسبانيا.

## وصلات خارجية
- شارلوت فيغا على موقع IMDb (الإنجليزية)
- شارلوت فيغا على موقع قاعدة بيانات الفيلم (الإنجليزية)